# Бути Ерікою
«Бути Ерікою» (англ. «Being Erica») — канадський телесеріал 2009 року. Режисер — Холі Дейл. У головних ролях — Ерін Карплак. Серіал був анонсований під назвою «The Session», однак був перейменований ще до першої трансляції в 2009 році. Першу серію дивилися майже 600 тисяч чоловік. Кількість телеглядачів впало в жовтні 2009 року до 400 тисяч, коли на екрани вийшов другий сезон.

## Сюжет
У кожної людини є минуле. Всі, хоча б раз у житті робили помилки. Комусь вдавалося передбачати наслідки своїх дій, а комусь (і таких більшість) — немає. Молода жінка на ім'я Еріка Стрейндж (Ерін Карплак) — з числа більшості.
Але не у кожного є можливість повернутись у минуле виправити помилки або ж просто їх не робити.
Зустрівши психотерапевта доктора Тома (Майкл Райлі), вона розповідає йому про всі свої проблеми, пов'язаних з тими чи іншими невірними рішеннями, які вона прийняла у своєму житті. На його прохання вона складає список всіх помилок, які хотіла б виправити. Доктор Том використовує його, щоб відправляти Еріку в минуле, даючи їй можливість знову пережити ті моменти, про які вона жалкує. Мета подорожі — вчинити так, як Еріка вчинила б зараз, опинившись у тій ситуації.
Є тільки дві умови: 

1. Ніхто не повинен знати про сеанси доктора Тома. 

2. Не намагатися змінити чуже минуле.

## Актори
- Ерін Карплак — «Еріка Стрейндж»
- Тайрон Лейтсо — «Ітан Векфілд»
- Вінесса Антуан — «Джудіт Вінтерс»
- Рейган Пастернак (Reagan Pasternak) — «Джуліанна Джиакомеллі»
- Морган Келлі (Morgan Kelly) — «Брент Кеннеді»
- Джон Бойлан (John Boylan) — «Гері Стрейндж»
- Кетлін Ласки (Kathleen Laskey) — «Барбара Стрейндж»
- Джоанна Дуглас (Joanna Douglas) — «Саманта Стрейндж»
- Адам МакДональд (Adam MacDonald) — «Джош Макінтош»
- Статі Бранкаті — «Дженні»
- Сара Гейдон —" Кеті"
- Девон Бостік — «Лео Стрейндж»
- Лоренс Лебоф (Laurence Leboeuf) — «Клер Векфілд»
- Майкл Райлі (Michael Riley) — «Доктор»
- Себастіан Піготт (Sebastian Pigott) — «Кай Букер»
- Адам Фергус (Adam Fergus) — «Адам Фітцпатрік»
- Брендон Джей МакЛарен — «Ленін Кросбі»
- Майкл Норті (Michael Northey) — «Айван»
- Білл Тернбулл (Billy Turnbull) — «Дейв»

## Список епізодів
Перший сезон
| № серії                                                    | Опис серії | Прем'єра        |
| ---------------------------------------------------------- | --- | --------------- |
| 1 Dr. Tom (Доктор Том)                                     | В житті 32-річної Еріки все складається не так через неправильний вибір у минулому. Вона знайомиться з психотерапевтом, який відправляє дівчину в минуле, щоб вона не напилася на випускному.                      | 5 січня 2009    |
| 2 What I Am Is What I Am (Я така, яка є)                   | Еріка влаштовується на роботу до свого дядька. Потрапляючи в минуле, вона намагається виправити «помилку» і вступити до товариства «Літераті». Ітан переїздить до сусідньої квартири.                              | 12 січня 2009   |
| 3 Plenty of Fish (Багато риби)                             | На зустрічі випускників Еріка відправляється у минуле, щоб вирішити проблему з першим досвідом. Її відшиває колишній однокласник, але вони цілуються з Ітаном. Еріку беруть асистентом до видавництва.             | 19 січня 2009   |
| 4 The Secret of Now (Секрет справжнього)                   | Еріка відправляється у минуле, щоб перемогти викладача зі спеціальності, а заодно і затверджується на справжній роботі. Але стосунки з Ітаном йдуть не так, як хотілося б.                                         | 26 січня 2009   |
| 5 Adultescence (В дитинство)                               | Еріка влаштовує вечірку для Джудіт. Ітан їде у Монреаль, а Еріка знайомиться з Раяном. | 2 лютого 2009   |
| 6 Til Death (Поки смерть не розлучить нас)                 | Еріка намагається відговорити Сем від весілля, але це призводить лише до погіршення стосунків між сестрами. Ітан повернувся до своєї дружини.                                                                      | 11 лютого 2009  |
| 7 Such a Perfect Day (Який чудовий день)                   | У Еріки завал на роботі. Вона повертається у найкращий день в своєму житті, і там мало не все псує. В результаті вона ладнає справи в минулому та сьогоденні. Раян влаштовує примирливу вечерю.                    | 18 лютого 2009  |
| 8 This Be the Verse (Тут буде вірш)                        | Під час Йом-Кіпура Еріка мириться із сестрою і бачить своїх батьків в юності. Вона дізнається, що батько зраджував матері, і ображається на нього, але за сімейною вечерею пробачає.                               | 25 лютого 2009  |
| 9 Everything She Wants (Все, чого вона хоче)               | У Еріки проблеми: Раян ревнує її до Ітана. Вона відправляється у минуле, щоб змінити стосунки з подругою-лесбійкою Кесседі. В результаті Еріка розлучається з Раяном і зізнається в коханні Ітану.                 | 4 березня 2009  |
| 10 Mi Casa, Su Casa Loma (Мій дім — твій Каса Лома)        | Еріка намагається налагодити стосунки зі своєю подругою Кейт, і потрапляє у 1999 рік, коли вони влаштовували гелловінську вечірку.                                                                                 | 11 березня 2009 |
| 11 She's Lost Control (Вона втратила контроль)             | Еріка буде молодшим редактором книги Кейт. Еріка намагається зробити так, щоб вони з Ітаном початково були парою, для цього вона кілька разів повертається у минуле. В результаті її презентація проходить на ура. | 18 березня 2009 |
| 12 Erica the Vampire Slayer (Еріка — винищувачка вампірів) | Еріка стає головним редактором, а в минулому бере участь у рольових іграх. Ітан, натхненний її поведінкою подає в суд на розлучення.                                                                               | 25 березня 2009 |
| 13 Leo (Лео)                                               | Еріка рятує брата, чим змінює майбутнє. Брат все одно помирає. Доктор Том допускає агресивну поведінку. У Еріки новий психотерапевт — доктор Надя.                                                                 | 1 квітня 2009   |

Другий сезон
| № серії                                                                            | Опис серії | Прем'єра          |
| ---------------------------------------------------------------------------------- | --- | ----------------- |
| 1 (14) Being Dr. Tom (Бути доктором Томом)                                         | Еріка потрапляє в минуле свого доктора, де вона дізнається про головну трагедію його життя. Доктор Том знову стає її психотерапевтом.                                                                      | 22 вересня 2009   |
| 2 (15) Battle Royale (Королівська битва)                                           | У Еріки почались розбіжності з Ітаном. Вона повертається у минуле, щоб налагодити стосунки з колишнім хлопцем Малкольном. Брент вирішив підсидіти Джуліанну.                                               | 29 вересня 2009   |
| 3 (16) Mama Mia (Мамма Міа)                                                        | Еріка залишилась посидіти з дитиною своєї подруги Джудіт і не вкладає його вчасно. Еріка відправляється у минуле, щоб допомогти подрузі організувати день першокурсника.                                   | 6 жовтня 2009     |
| 4 (17) Cultural Revolution (Культурна революція)                                   | Еріка не береться писати книгу про секс, так як, побувавши у минулому, розуміє, що ризик — не найголовніше. Дженні збирається їхати до Лос-Анджелеса. У Брента не виходить змістити Джуліанну.             | 13 жовтня 2009    |
| 5 (18) Yes We Can (Так, ми зможемо)                                                | Доктор Том пропонує Еріці прожити день, як вона хоче, а потім усе зітреться, і вона проживе його заново. В результаті Еріка цілує Кая, і розуміє, що обмеження в житті все-таки потрібні.                  | 20 жовтня 2009    |
| 6 (19) Shhh... Don't Tell (Ш-ш-ш... Мовчи)                                         | Еріка потрапляє у минуле, де їй потрібно вирішити проблему з тим, що вона надто хвилюється і як на неї подивляться інші. Ітан зустрічає Клер.                                                              | 27 жовтня 2009    |
| 7 (20) The Unkindest Cut (Ніж у спину)                                             | Сем їде до Лондона, де її чоловік абсолютно перестає про неї піклуватися. Доктор Том відправляє Еріку виправляти стосунки із сестрою.                                                                      | 3 листопада 2009  |
| 8 (21) Under My Thumb (Все в моїй владі)                                           | Сем повертається і займається сексом з Каєм. Еріка бачить, як зароджувались її стосунки з Ітаном. | 10 листопада 2009 |
| 9 (22) A River Runs Through It... It Being Egypt (Там, де тече річка… бути Єгипту) | Еріка розуміє, що її брат був не без недоліків. Сем зустрічається з Каєм, і Еріка розуміє, що ревнує. Джуліанна дізнається про вчинок Брента.                                                              | 17 листопада 2009 |
| 10 (23) Papa Can You Hear Me? (Тату, ти чуєш мене?)                                | У Еріки проблеми зі стосунками: вона свариться з Каєм і Брентом. Доктор Том повертається у минуле, щоб поговорити з донькою.                                                                               | 24 листопада 2009 |
| 11 (24) What Goes Up Must Come Down (За злетами слідують падіння)                  | Презентація книги «Ніхто» проходить ідеально, але огляди книги негативні. Еріка бере книгу, від якої відмовився Брент. Психотерапевт Кая показує йому майбутнє. Еріку і Джуліанну звільнили з роботи.      | 1 грудня 2009     |
| 12 (25) The Importance of Being Erica (Як важливо бути Ерікою)                     | Еріка вирішує відкрити власний бізнес, але Ітан проти. У Кая проблеми з рок-гуртом. Еріка повертається до Університету, після чого вирішує відкрити з Джуліанною видавництво. Еріка розлучається з Ітаном. | 8 грудня 2009     |

Третій сезон
| № серії                                                         | Опис серії | Прем'єра          |
| --------------------------------------------------------------- | --- | ----------------- |
| 1 (26) The Rabbit Hole (Кроляча нора)                           | Еріка переходить на другу фазу психотерапії. Джуліанна хоче випускати електронні книги. Брент намагається переманити автора. Еріка налагоджує стосунки з Джуліанною.                    | 21 вересня 2010   |
| 2 (27) Moving on Up (Нагору)                                    | Еріка і Джуліанна починають роботу. Еріка сумує за Ітаном, Сем влаштовується на нову роботу. У мами Еріки проблеми з чоловіками.                                                        | 28 вересня 2010   |
| 3 (28) Two Wrongs (Дві помилки)                                 | У Сем з'являється залицяльник. Джуліанна і Еріка знаходять компромат на Брента і відвойовують свою першу книгу. Еріка зустрічає чоловіка і допомагає своєму брату в минулому.           | 5 жовтня 2010     |
| 4 (29) Wash, Rinse, REPEAT (Прання, полоскання і все по-новому) | У видавництві проблема — агент Сета вимагає грошей. Еріка намагається з'ясувати, що мав на увазі Кай, коли сказав, что у 2019 році вона буде мертвою.                                   | 12 жовтня 2010    |
| 5 (30) Being Adam (Бути Адамом)                                 | Еріка зближується з Адамом з групи підтримки. Матір Еріки дізнається, що у неї рак грудей, і вирішує змінити своє життя.                                                                | 20 жовтня 2010    |
| 6 (31) Bear Breasts (Ведмежі груди)                             | На гей-параді Адам відкидає Еріку. Сем іде на скелелазіння з прибиральником. Батьки Еріки займаються сексом. Один з господарів «Гобліна» мацає груди Джуліанни.                         | 27 жовтня 2010    |
| 7 (32) Jenny from the Block (Дженні з кварталу)                 | У Еріки проблеми в групі підтримки. Батьки починають таємно зустрічатися. Кесседі їде з міста. Сем все більше зближується з новим знайомим.                                             | 3 листопада 2010  |
| 8 (33) Physician, Heal Thyself (Лікарю, зцілися сам)            | До доктора Тома повернулась донька, а потім втекла. У Тома нервовий зрив, його повертають у минуле. Еріка переспала з Каєм.                                                             | 10 листопада 2010 |
| 9 (34) Gettin' Wiggy Wit' It (Дотепність Віггі)                 | Сара проходить курс реабілітації. Еріка посварилась з Адамом, він почав роман з Ені. Сем щаслива в своїх нових стосунках, але з'являється Джош.                                         | 17 листопада 2010 |
| 10 (35) The Tribe Has Spoken (Плем'я все сказало)               | Адам зустрічає свою майбутню дружину. Джуліанна і Еріка мало не розорилися, але їх рятує пропозиція Брента. Еріка і Адам під керівництвом доктора Тома потрапляють на безлюдний острів. | 24 листопада 2010 |
| 11 (36) Adam's Family (Сім'я Адама)                             | Сем і Ленні зміцнюють свої стосунки. Видавництво «50/50» взялося за нову книгу, паралельно редагуючи книгу Еткіна.                                                                      | 1 грудня 2010     |
| 12 (37) Erica, Interrupted (Перерване життя Еріки)              | Джудіт розлучається з чоловіком. Після довгого періоду нерозуміння Еріка і Адам вирішують бути разом.                                                                                   | 8 грудня 2010     |
| 13 (38) Fa La Erica (Фа Ла Еріка)                               | Еріка повертається в Різдво до маленької Джуліанни, а потім до себе на Хануку. В результаті всі друзі і сім'я Еріки зустрічають Різдво в «Гобліні».                                     | 15 грудня 2010    |

Четвертий сезон
| № серії                                                                | Опис серії | Прем'єра          |
| ---------------------------------------------------------------------- | --- | ----------------- |
| 1 (39) Doctor Who? (Доктор Хто?)                                       | Еріка потрапляє в школу докторів. Її перший клієнт — Джош, який мучає її сестру розлученням. Еріці не вдається знайти з ним мову в минулому, зате виходить в сьогоденні.                                                 | 26 вересня 2011   |
| 2 (40) Osso Barko (Оссо Барко)                                         | Джуліанна і Еріка беруть асистентку зі здатністю до телепатії. Помирає директор «Рівер-рок». Сестра Джуліанни хоче, щоб «50/50» видавали книгу її хлопця.                                                                | 3 жовтня 2011     |
| 3 (41) Baby Mama (Мама для малюка)                                     | Сем вагітна. Доктор Том зустрічає своє старе кохання — Аманду. Адам сказав Еріці, що не хоче дітей. У Еріки новий пацієнт — її мама.                                                                                     | 10 жовтня 2011    |
| 4 (42) Born This Way (Народжена такою)                                 | Адам влаштовується на навчання. «50/50» беруть на роботу Брента. Іван і Девід збираються грати весілля. | 17 жовтня 2011    |
| 5 (43) Sins of the Father (Батьківські гріхи)                          | Доктор Надя пояснює Тому, що він трудоголік. Том повертається в минуле, щоб налагодити стосунки з Амандою і батьком. Повертається Кай.                                                                                   | 24 жовтня 2011    |
| 6 (44) If I Could Turn Back Time (Якщо б я могла повернути час назад)  | Еріка і Адам постійно сваряться. Доктор Том дає Еріці можливість подорожувати в часі. Брент і Джуліанна цілуються. | 31 жовтня 2011    |
| 7 (45) Being Ethan (Бути Ітаном)                                       | Еріка мирить Ітана з його дівчиною. У Джуліанни і Брента зав'язується роман. Еріка хвилюється через Адама, і вирішує бути з Каєм.                                                                                        | 7 листопада 2011  |
| 8 (46) Please, Please Tell Me Know (Будь ласка, будь ласка скажи мені) | У Еріки побачення з Каєм. Сем народжує. Доктор Том розривається між роботою і романом, його відправляють у минуле, щоб він поспостерігав за собою.                                                                       | 14 листопада 2011 |
| 9 (47) Erica's Adventures in Wonderland (Еріка в Дивокраї)             | На гейське весілля Адам приходить з новою дівчиною, а Кай робить Еріці пропозицію, і вони розлучаються. Доктор Том відправляє Еріку на зустріч з її ідеалом. Еріка знову з Адамом.                                       | 28 листопада 2011 |
| 10 (48) Purim (Пурим)                                                  | Еріка дізнається, що Джуліанна і Брент разом. Еріка відправляється у минуле, на Пурим зі своїм дідусем. Джуліанна свариться з Брентом, але потім мириться з ним, а Еріка мириться з Дженні. Доктор Том залишає практику. | 5 грудня 2011     |
| 11 (49) Dr. Erica (Доктор Еріка)                                       | Еріка стає доктором, Том з нею прощається. Брент приносить на роботу собаку, і свариться через неї з Джуліанною. Еріка і Адам знаходять собі будинок. У Еріки новий пацієнт — дочка Тома.                                | 12 грудня 2011    |